# 諸井華畦

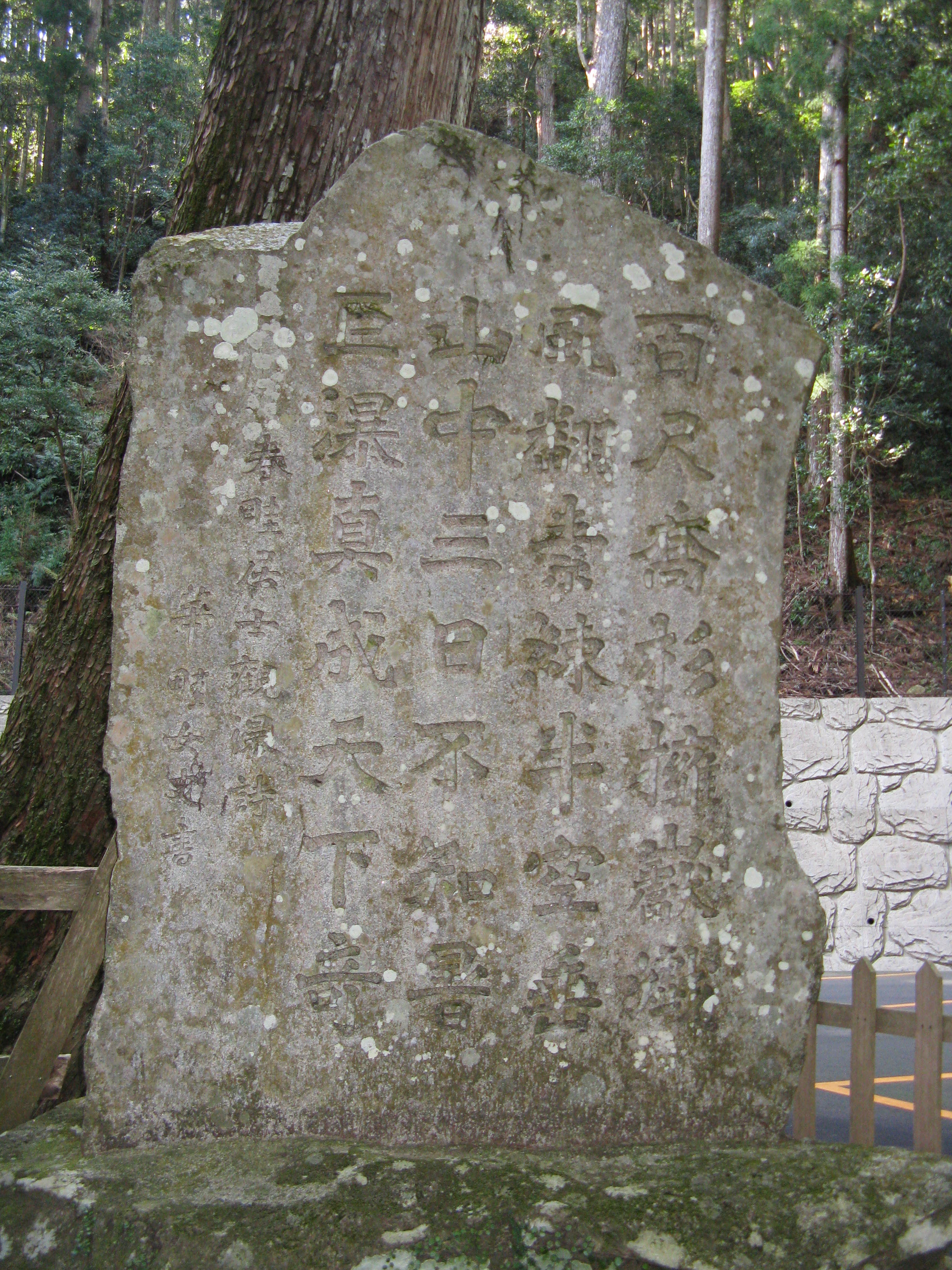
諸井華畦書の春畦居士観瀑詩碑（飛瀧神社境内）

諸井 華畦（もろい かけい、明治9年（1876年） - 昭和5年（1930年）1月6日）は、日本の女性書家。本名は久楽（くら）、華畦は号。旧姓は柳田で、現在の栃木県の出身である。

## 経歴
東京（当時は江戸）の書の大家西川春洞の弟子となり、埼玉県本庄町（現在の埼玉県本庄市）の東諸井家に嫁ぎ、諸井時三郎（春畦）の妻となる。夫と共に春洞門七福神の一人に数えられた。姉さとの子である柳田誠二郎を一時養子としていた。夫を早くに亡くした後も書家として活動を続けた。墓所は埼玉県の安養院にある。
華畦が書いた碑に、「行道山碑」「青岸渡寺碑」「春畦居士観瀑詩碑」がある。